# Maison de la Pia Almoina
 (février 2025).
Si vous disposez d'ouvrages ou d'articles de référence ou si vous connaissez des sites web de qualité traitant du thème abordé ici, merci de compléter l'article en donnant les références utiles à sa vérifiabilité et en les liant à la section « Notes et références ».
 (février 2025).
La mise en forme du texte ne suit pas les recommandations de Wikipédia : il faut le « wikifier ».
Les points d'amélioration suivants sont les cas les plus fréquents. Le détail des points à revoir est peut-être précisé sur la page de discussion.
- Les titres sont pré-formatés par le logiciel. Ils ne sont ni en capitales, ni en gras.
- Le texte ne doit pas être écrit en capitales (les noms de famille non plus), ni en gras, ni en italique, ni en « petit »…
- Le gras n'est utilisé que pour surligner le titre de l'article dans l'introduction, une seule fois.
- L'italique est rarement utilisé : mots en langue étrangère, titres d'œuvres, noms de bateaux, etc.
- Les citations ne sont pas en italique mais en corps de texte normal. Elles sont entourées par des guillemets français : « et ».
- Les listes à puces sont à éviter, des paragraphes rédigés étant largement préférés. Les tableaux sont à réserver à la présentation de données structurées (résultats, etc.).
- Les appels de note de bas de page (petits chiffres en exposant, introduits par l'outil «  Source ») sont à placer entre la fin de phrase et le point final[comme ça].
- Les liens internes (vers d'autres articles de Wikipédia) sont à choisir avec parcimonie. Créez des liens vers des articles approfondissant le sujet. Les termes génériques sans rapport avec le sujet sont à éviter, ainsi que les répétitions de liens vers un même terme.
- Les liens externes sont à placer uniquement dans une section « Liens externes », à la fin de l'article. Ces liens sont à choisir avec parcimonie suivant les règles définies. Si un lien sert de source à l'article, son insertion dans le texte est à faire par les notes de bas de page.
- La présentation des références doit suivre les conventions bibliographiques. Il est recommandé d'utiliser les modèles {{Ouvrage}}, {{Chapitre}}, {{Article}}, {{Lien web}} et/ou {{Bibliographie}}. Le mode d'édition visuel peut mettre en forme automatiquement les références.
- Insérer une infobox (cadre d'informations à droite) n'est pas obligatoire pour parachever la mise en page.

Pour une aide détaillée, merci de consulter Aide:Wikification.
Si vous pensez que ces points ont été résolus, vous pouvez retirer ce bandeau et améliorer la mise en forme d'un autre article.
La Maison de la Pia Almoina, aussi dénommée la Canonja, est un bâtiment du Quartier gothique de Barcelone, situé près de la Cathédrale de la Sainte Croix et de Sainte Eulalie. Il a été bâti entre les XVe siècle et XVIe siècle pour héberger la Pia Almoina, une institution caritative liée à la cathédrale. Il est actuellement est le siège du Musée Diocésain de Barcelone (es).
L'immeuble est la propriété du chapitre cathédral et figure dans le registre des Biens culturels d'intérêt national du patrimoine catalan. Déclaré monument historique en 1970, il est aussi catalogué comme  Bien d'intérêt culturel du patrimoine espagnol avec le code RI-51-0003849.

## Histoire
La Maison de la Pia Almoina est traditionnellement désignée sous le nom de La Cononja car elle été bâtie là où se situait la résidence de la communauté des chanoines de la cathédrale de Barcelone avant le XVe siècle. La maison canoniale, adossée à la muraille romaine, a été bâtie grâce à une dîme concédée en 935 par le comte Suniaire Ier à la cathédrale. La communauté des chanoines a été dissoute en 1369 et l'ancienne maison de La Canonja détruite en 1400.
Le bâtiment gothique actuel a été construit sur le même emplacement en 1423 pour héberger la Pia Almoina. Cette œuvre de charité, fondée en 1009 pour le soin et l'entretien des pauvres, occupait jusqu'alors la chapelle Sainte-Lucie et d'autres espaces affectés par la construction du cloître gothique de la cathédrale.

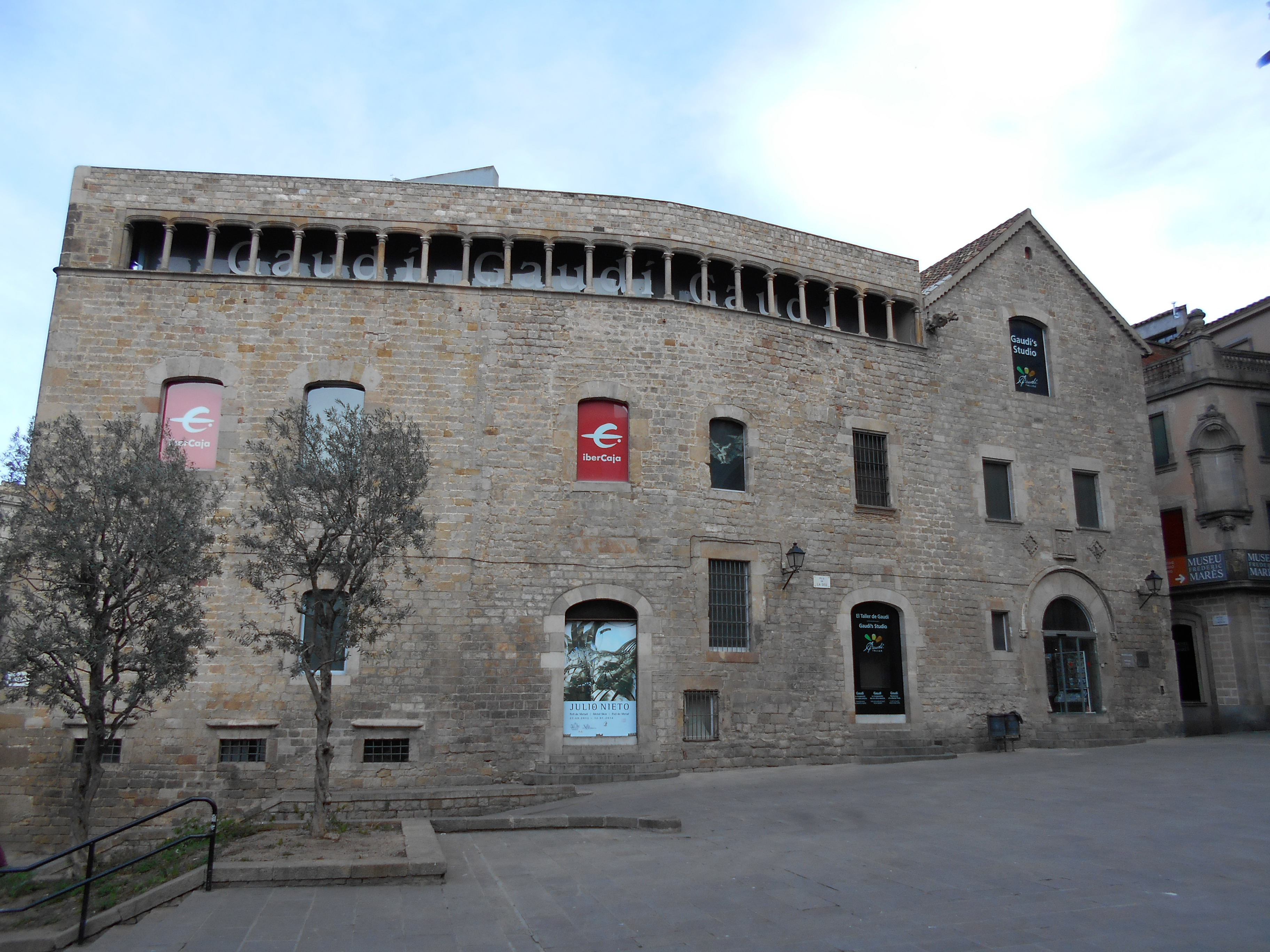
Vue de la Pia Almoina depuis le place de la Cathédrale, avec la partie gothique à droite et la partie Renaissance à gauche.

En 1546 la Maison de la Pia Almoina a été élargie avec un deuxième corps de bâtiment, de style Renaissance, adossé à la muraille romaine, en incorporant une tour et des restes du mur dans la structure du bâtiment.
Dès les années 1950, on envisage la restauration de la maison de la Pia Almoina pour le 35e congrès eucharistique international.
En mai 1989, le musée diocésain ouvre au public au sein de la maison de la Pia Almoina.

### Restes archéologiques
Des interventions archéologiques et des réhabilitations réalisées pendant le XXe siècle ont permis découvrir au sein de la Pia Almoina des éléments précédant les constructions des XVe siècle et XVIe siècle. Dans la partie haute de la muraille on retrouve une colonne, couronnée d'un chapeau préromantique avec un décor géométrique à bisel.
Au sein de la Pia Almoina sont conservées des structures que les archéologues attribuent à l'œuvre d'un monastère celestin.

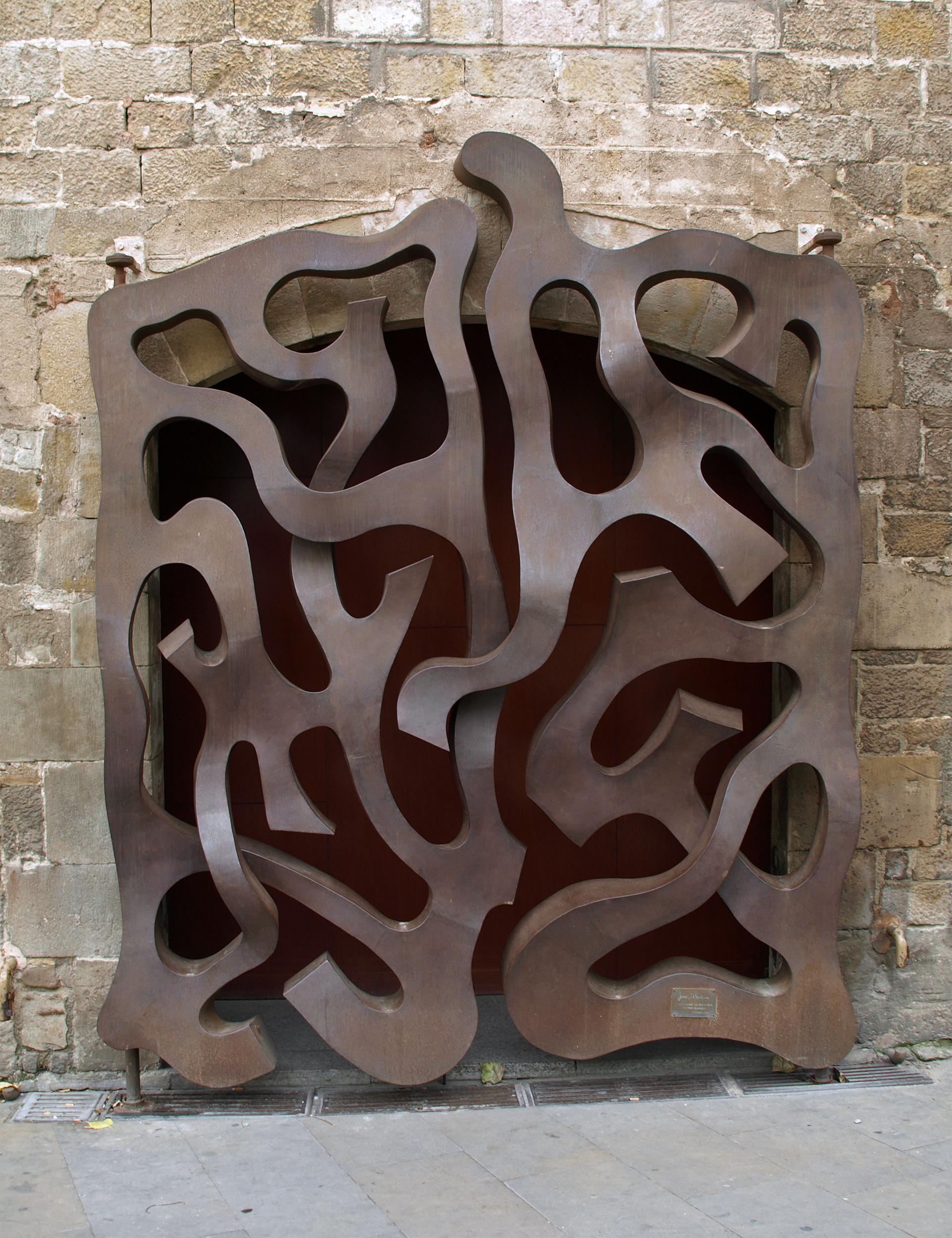
Portes du Musée Diocésain, dessinées par Josep Plandiura.

Pendant la rénovation, à la fin du  XXe siècle, de nouvelles portes sont installées  — au niveau de l'accès du 7, avenue de la Cathédrale —  sous forme de grille. Elles ont été dessinées et réalisées par l'artiste catalan Josep Plandiura et le sculpteur Enric Pla Montferrer, par commission de l'archévêque de Barcelone. L'œuvre visuelle réalisée par Plandiura, fit l'objet de critiques en raison du contraste qui demeure entre son œuvre abstraite et l'architecture gothique de la cathédrale de Barcelone. La forme organique et labyrinthique faite en acier corten mesure 3,5 mètres de hauteur par 2,6 m de large.